# John "Hot Rod" Williams
John "Hot Rod" Williams (Sorrento, Luisiana, 9 de agosto de 1962-Baton Rouge, Luisiana, 11 de diciembre de 2015) fue un baloncestista estadounidense que jugó durante 13 temporadas en la NBA. Con 2,11 de altura jugaba en la posición de ala-pívot.

## Trayectoria deportiva

### Universidad
Jugó durante cuatro temporadas con los Green Wave de la Universidad de Tulane, en las que promedió 16 puntos y 7 rebotes por partido. Durante su etapa universitaria se vio envuelto en un asunto de apuestas deportivas fraudulentas, por lo que incluso llegó a ser arrestado y castigado con una fuerte multa.

### Profesional
Fue elegido en el puesto 45, en la segunda ronda del Draft de la NBA de 1985 por Cleveland Cavaliers, pero debido al asunto de las apuestas, el primer año lo pasó jugando en la liga USBL. Ya en la temporada 1986-87 firmó con los Cavs, y se hizo merecedor de ser incluido en el Mejor quinteto de rookies junto con sus compañeros de equipo Ron Harper y Brad Daugherty, tras promediar 14,6 puntos y 7,9 rebotes por partido. Asumió su rol de sexto hombre en el equipo, donde jugó durante 9 temporadas, superando en todas ellas los 10 puntos de promedio. 
En la temporada 1995-96 fue traspasado a Phoenix Suns a cambio de Dan Majerle, donde jugó durante 3 años con un menor protagonismo en ataque. Acabó su carrera en Dallas Mavericks en 1998, con 36 años. En el total de su etapa profesional promedió 11,0 puntos y 6,8 rebotes por partido.

### Fallecimiento
Falleció de cáncer de próstata el 11 de diciembre de 2015.